# ヒ酸カリウム
ヒ酸カリウム(Monopotassium arsenate)は、化学式KH2AsO4の無機化合物である。白色の固体で、殺虫剤等に用いられる他のヒ素含有化合物の合成に用いられる。酸化ヒ素と窒化カリウムを煆焼し、水で抽出することで合成できる。
このヒ酸由来のジプロトン酸の水溶液の酸塩基平衡は、以下のようになる。
H3AsO4  +  H2O   H2AsO−
4  +  H3O+  (pKa1 = 2.19)
H2AsO−
4  +  H2O   HAsO2−
4  +  H3O+  (pKa2 = 6.94)

## 関連化合物
- ヒ酸ナトリウム
- ヒ酸水素二ナトリウム